# یونکرس یو ۳۸۸
یونکرس یو ۳۸۸ (به آلمانی: Junkers Ju 388) یک هواگرد ساخت کارخانهٔ یونکرس در آلمان بود که نخستین نخستین بار در روز ۲۲ دسامبر سال ۱۹۴۳ به پرواز درآمد.

## طراحی و تولید

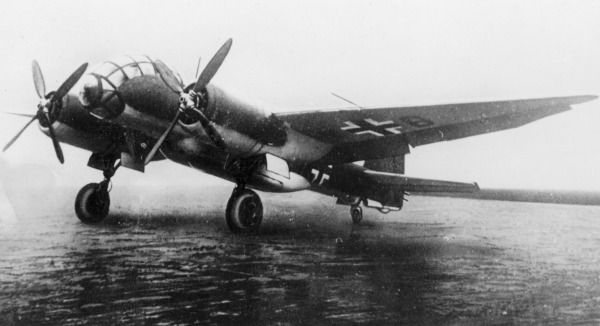
هواپیمای یونکرس یو ۳۸۸

هواگرد یو ۳۸۸ در قالب برنامه بمب‌افکن‌های برد بلند پرسرعت بر مبنای درخواست وزارت هوانوردی رایش توسط شرکت یونکرس طراحی شد. این هواگرد نسخه بهبود یافته ارتفاع بلند هواگرد پیشین یونکرس یو ۱۸۸ به حساب می‌آمد. در طراحی یو ۳۸۸ عملیات شناسایی ارتفاع بلند بالاترین اولویت را داشت. نخستین پیش‌نمونه این هواگرد با عنوان یو ۳۸۸ال-۰ بدل شده از یک هواگرد شناسایی یو ۱۸۸تی بود. برای نمونه‌های پیش تولید از بدنه‌های هواگردهای یو ۱۸۸اس استفاده شد. نخستین هواگردهای تولید شده ماه اوت سال ۱۹۴۴ تحویل لوفت‌وافه گشت. این موارد تماماً مجهز به دو مسلسل ام‌گه ۸۱ شلیک‌کننده به پشت در جایگاهی در کف هواگرد بودند. در مدل متعاقب موسوم به یو ۳۸۸ال-۱ جایگاه مسلسل با محل نصب دوربین و محفظه سوخت جایگزین شد. در عوض یک جایگاه هدایت از راه دور مسلسل و یک رادار هشدار FuG 217 در بخش دم تعبیه گردید. تعدادی از این هواگردها به اسکادران ۳ گروه شناسایی رووه داده شد. مشکل با مسلسل دم سبب ابداع میدانی در نصب یک مسلسل ام‌گه ۱۳۱ در شیشه پشت اتاقک خلبان شد که مدل یو ۳۸۸ال-۱/ب نام گرفت. یک یا دو هواگردی که در آن‌ها از موتور یومو ۲۱۳ایی-۱ استفاده شد، مدل یو ۳۸۸ال-۳ نامیده گشتند. یو ۳۸۸ فا۲ با رادار FuG 220، دو مسلسل ۲۰ میلی‌متری ام‌گه ۱۵۱ و دو توپ خودکار ۳۰ میلی‌متری ام‌کا ۱۰۸ در قسمت زیرین جلوی بدنه به عنوان جنگنده شبانه طراحی گردید. هواگردهای فا۴ و فا۵ از مدل یو ۳۸۸یوت-۰ با رادار FuG 218 نیز جنگنده شبانه بودند. برنامه برای یوت-۲ با جایگاه مسلسل دم و یوت-۳ با موتور یومو ۲۱۳ و توپ خودکار ۵۰ میلی‌متری دوگانه ام‌کا ۱۱۴ لغو شد. فا۳ به عنوان پیش‌نمونه مدل یو ۳۸۸کا، در کف خود جایگاهی برای حمل تعداد بیشتری بمب در فواصل کوتاه داشت. متعاقباً ده کا-۰ پیش‌تولید و پنج کا-۱ با جایگاه مسلسل دم تولید شد. طرح‌هایی نیز برای مدل‌های کا-۲ و کا-۳ به ترتیب با موتورهای یومو ۲۱۳ و یومو ۲۲۲ و مدل یو ۳۸۸ام به عنوان هواگرد اژدرافکن مطرح گردید.

## مشخصات فنی (یو ۳۸۸ال-۱)

### مشخصات عمومی
- خدمه: ۳ نفر
- طول: ۱۵٫۲ متر
- طول بال: ۲۲ متر
- ارتفاع: ۴٫۳۵ متر
- مساحت بال: ۵۶ متر مربع
- وزن خالی: ۱۰۲۵۰ کیلوگرم
- حداکثر وزن هنگام برخاستن: ۱۴۶۷۵ کیلوگرم
- نیرومحرکه: دو موتور شعاعی پیستونی ب‌ام‌و-۸۰۱تی‌یوت: ۱۸۹۰ اسب بخار (۱۴۱۰ کیلووات)

### عملکرد
- حداکثر سرعت: ۶۵۵ کیلومتر بر ساعت در ۹۰۸۰ متری
- حداکثر برد: ۳۴۷۵ کیلومتر با محفظه سوخت کمکی
- حداکثر ارتفاع: ۱۳۴۴۰ متر

### تسلیحات
- یک مسلسل هدایت شونده از راه دور ام‌گه ۱۳۱ با کالیبر ۱۳ میلی‌متر در جایگاه دم[۱]